# Nathan en Elisabeth
Nathan en Elisabeth is een hoorspel van Barry Bermange. Het werd vertaald door F.H. Kaan en door de NCRV uitgezonden op maandag 1 februari 1965, van 20:20 uur tot 21:30 uur (met een herhaling op woensdag 8 november 1967). Het was te horen in de themaserie Ten tijde van de avond…, waarin stem werd gegeven aan denken en doen van oudere mensen. De regisseur was Wim Paauw. Op dinsdag 9 september 1975 zond de KRO een versie van Barry Bermange zelf uit onder de titel Nathan en Tabileth.

## Rolbezetting
- Joris Diels (Nathan)
- Ida Wasserman (Elisabeth)
- Jules Royaards (de jongeman)

## Inhoud
Nathan en zijn vrouw Elisabeth zitten op een bank in het park en kijken en luisteren naar de wereld om hen heen. Zij zitten naast elkaar en ervaren dezelfde dingen, dezelfde geluiden, ontmoeten dezelfde mensen. Zij horen de man die de boten verhuurt er de nummers van afroepen. De mensen klimmen er in. De duiven in het park worden door Elisabeth gevoerd met korsten brood die ze gretig verslinden. Gek, waarom is Nathan bang voor duiven? Hij zijn toch alleen maar duiven. Thuis op het grasveldje hangt de was. Die wordt binnengehaald: overhemd, interlock, onderjurk, handdoeken. Acht dingen in de langzaam komende mist. In de keuken wassen zij de kopje en de schoteltjes. En stel je voor, er breekt een bord! Er wordt gebeld. Er komt bezoek van een kleinzoon. Kennen zij hem of is het een vreemdeling? Natuurlijk. Het is hun kleinzoon, hun kleinzoon Ben.